# 浦東大道
浦東大道是中華人民共和國上海市浦東新區的一條道路，西起浦東南路與陸家嘴東路相連，东至趙家溝與東塘公路相連。全長9200米。道路始建於1930年，當時命名為浦東路。1935年10月道路完工。1955年，浦東路分為浦東南路與浦東大道。1997年道路拓寬。为配合东西通道建设工程，公交线路分别于2007年、2011年、2014年经历了三次较大规模調整绕行。2021年12月5日，恢復六车道通车，同時恢复调整前的公交线路。

## 主要交汇道路（西向东）
- 浦东南路接陆家嘴东路
- 荣成路
- 东方路（大连路隧道）
- 福山路
- 源深路
- 民生路（江浦路隧道）
- 罗山路（内环高架路/杨浦大桥）
- 云山路
- 金桥路（军工路隧道）
- 万德路
- 龙居路
- 浦东北路、五莲路
- 东靖路（周家嘴路隧道）、东葛路接东塘公路

## 沿途轨道交通
- 浦东南路口：21419浦东南路站
- 东方路口：414浦东大道站
- 源深路口：14源深路站
- 民生路口：1418昌邑路站
- 歇浦路口：14歇浦路站
- 龙居路口：14龙居路站